# Stockton (Kansas)
Stockton es una ciudad ubicada en el condado de Rooks en el estado estadounidense de Kansas. En el año 2010 tenía una población de 1329 habitantes y una densidad poblacional de 390,88 personas por km².

## Geografía
Stockton se encuentra ubicada en las coordenadas 39°26′11″N 99°16′18″O / 39.43639, -99.27167 (39.436328, -99.271641).

## Demografía
Según la Oficina del Censo en 2000 los ingresos medios por hogar en la localidad eran de $31,125 y los ingresos medios por familia eran $38,603. Los hombres tenían unos ingresos medios de $26,458 frente a los $19,688 para las mujeres. La renta per cápita para la localidad era de $17,205. Alrededor del 9.1% de la población estaban por debajo del umbral de pobreza.